# Ivica Zubac
Ivica Zubac (Mostar, Bosnia y Herzegovina, 18 de marzo de 1997) es un jugador de baloncesto croata que pertenece a la plantilla de Los Angeles Clippers de la NBA. Con 2,13 de estatura, su puesto natural en la cancha es el de pívot.

## Trayectoria deportiva

### Europa
Ivica Zubac, de origen croata, ha jugado en Zrinjevac Zagreb y Cibona Zagreb. Disputó siete partidos entre la Liga Adriática y la FIBA Eurocup con Cibona en 2015-2016, promediando 8.3 puntos y 3.9 rebotes en 15 minutos por noche.
Tras abandonar Cibona por problemas económicos de su club, Zubac firmó en 2015 con Mega Leks, donde 9.9 puntos y 4.7 rebotes en 13 partidos en la liga serbia. Todo ello con un 57% tanto en tiros de campo como en tiros libres.

### NBA

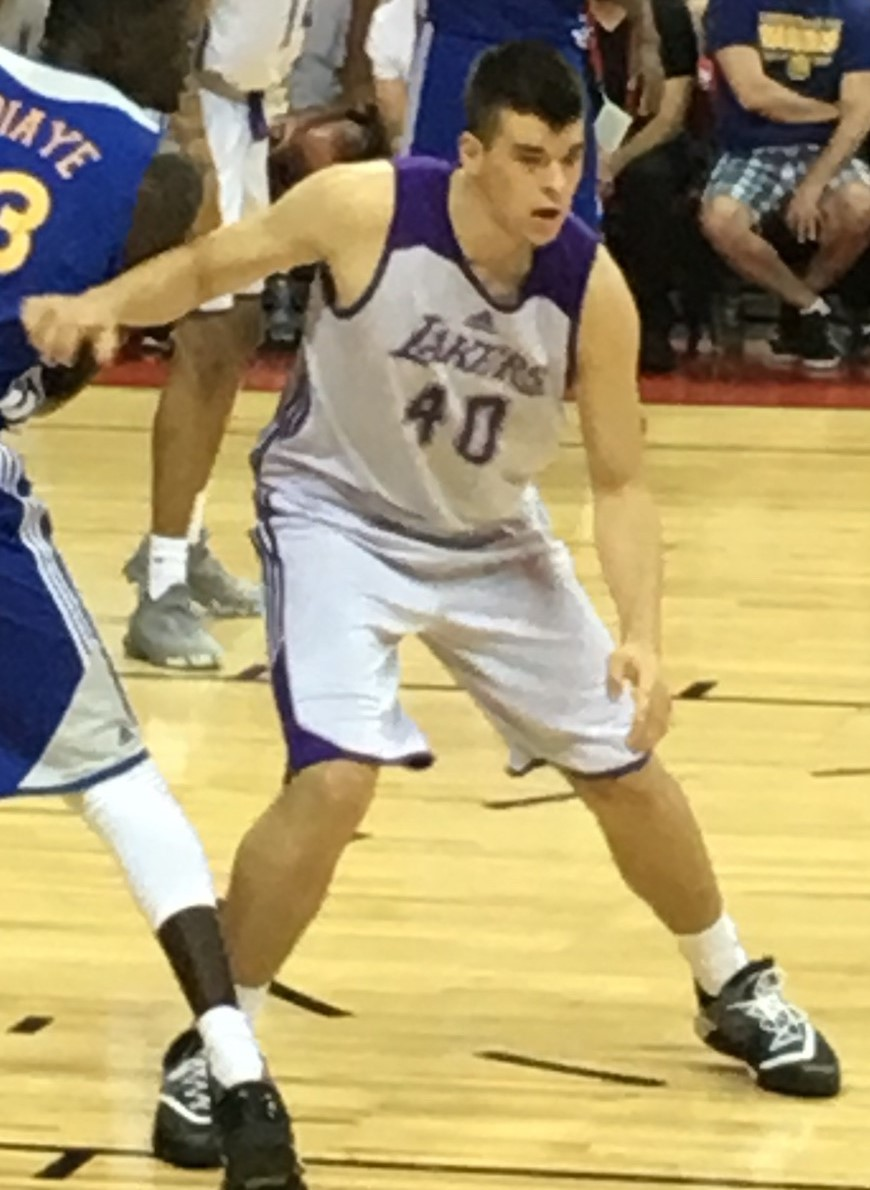
Zubac con Lakers en la NBA Summer League de 2016.

En el Draft de la NBA de 2016, es escogido en la segunda ronda en el puesto 32 por Los Angeles Lakers.
Tras dos temporadas y media con los Lakers, el 7 de febrero de 2019, es traspasado junto con Michael Beasley a Los Angeles Clippers, a cambio de Mike Muscala.
En su segunda temporada, se convirtió en el pívot titular de los Clippers. El 6 de agosto de 2020, ante Dallas Mavericks, Zubac registró 21 puntos y 15 rebotes con un 100% en tiros de campo, en solo 24 minutos en pista. Siendo el primer jugador en la historia de la NBA en conseguir más de 20 puntos y 15 rebotes con esa efectividad en el lanzamiento, en menos de 30 minutos de juego.
En su cuarta temporada con el equipo se hizo con la titularidad, promediando en 76 encuentros, 10,3 puntos y 8,5 rebotes por partido. El 28 de junio de 2022, acuerda una extensión de contrato con los Clippers, por 3 años y $33 millones.
Durante su quinta temporada en Los Ángeles, el 27 de noviembre de 2022 ante Indiana Pacers, consigue un doble-doble de 31 puntos y 29 rebotes, convirtiéndose en el tercer jugador de los Clippers en lograr al menos 30 puntos y 25 rebotes en un partido tras Bob McAdoo (en cuatro ocasiones) y Swen Nater (en dos). También fue el primer jugador tras Wilt Chamberlain que anota al menos 30 puntos y captura al menos 29 rebotes con un 80% o más de acierto.
En su séptima temporada con los Clipppers, el 9 de abril de 2025, consiguió un triple-doble, al lograr 20 puntos, 11 rebotes y 10 asistencias ante Houston Rockets, convirtiéndose en el primer pívot de los Clippers en lograrlo desde 1989, cuando lo consiguió Benoit Benjamin. Al término de la temporada fue incluido en el segundo mejor quinteto defensivo de la NBA.

### Selección nacional
Ivica representó a Croacia en las competiciones júnior del EuroBasket Sub-16 de 2013, y luego en el Mundial Sub-19 de 2015 en Grecia donde ganaron la plata, además, ese mismo año, disputó el EuroBasket Sub-18.
En septiembre de 2022 disputó con el combinado absoluto croata el EuroBasket 2022, finalizando en decimoprimera posición.

## Estadísticas de su carrera en la NBA

### Temporada regular
| Año     | Equipo        | PJ  | PT  | MPP  | %TC  | %3P  | %TL  | RPP  | APP | ROB | TPP | PPP  |
| ------- | ------------- | --- | --- | ---- | ---- | ---- | ---- | ---- | --- | --- | --- | ---- |
| 2016-17 | L.A. Lakers   | 38  | 11  | 16.0 | .529 | .000 | .653 | 4.2  | .8  | .4  | .9  | 7.5  |
| 2017-18 | L.A. Lakers   | 43  | 0   | 9.5  | .500 | .000 | .765 | 2.8  | .6  | .2  | .3  | 3.7  |
| 2018-19 | L.A. Lakers   | 33  | 12  | 15.6 | .580 | —    | .864 | 4.9  | .8  | .1  | .8  | 8.5  |
| 2018-19 | L.A. Clippers | 26  | 25  | 20.1 | .538 | —    | .733 | 7.7  | 1.5 | .4  | .9  | 9.4  |
| 2019-20 | L.A. Clippers | 72  | 70  | 18.4 | .613 | .000 | .747 | 7.5  | 1.1 | .2  | .9  | 8.3  |
| 2020-21 | L.A. Clippers | 72  | 33  | 22.3 | .652 | .250 | .789 | 7.2  | 1.3 | .3  | .9  | 9.0  |
| 2021-22 | L.A. Clippers | 76  | 76  | 24.4 | .626 | —    | .727 | 8.5  | 1.6 | .5  | 1.0 | 10.3 |
| 2022-23 | L.A. Clippers | 76  | 76  | 28.5 | .634 | .000 | .697 | 9.9  | 1.0 | .4  | 1.3 | 10.8 |
| 2023-24 | L.A. Clippers | 68  | 68  | 26.4 | .649 | —    | .723 | 9.2  | 1.4 | .3  | 1.2 | 11.7 |
| 2024-25 | L.A. Clippers | 80  | 80  | 32.8 | .628 | —    | .661 | 12.6 | 2.7 | .7  | 1.1 | 16.8 |
| Total   | Total         | 584 | 451 | 23.0 | .616 | .083 | .726 | 8.1  | 1.4 | .4  | 1.0 | 10.2 |

### Playoffs
| Año   | Equipo        | PJ | PT | MPP  | %TC  | %3P | %TL  | RPP  | APP | ROB | TPP | PPP  |
| ----- | ------------- | -- | -- | ---- | ---- | --- | ---- | ---- | --- | --- | --- | ---- |
| 2019  | L.A. Clippers | 4  | 3  | 9.7  | .500 | —   | .667 | 5.5  | .3  | .5  | .5  | 5.0  |
| 2020  | L.A. Clippers | 13 | 13 | 24.6 | .564 | —   | .811 | 7.2  | .6  | .2  | .8  | 9.1  |
| 2021  | L.A. Clippers | 17 | 7  | 17.7 | .596 | —   | .796 | 5.8  | .4  | .1  | .7  | 6.3  |
| 2023  | L.A. Clippers | 5  | 5  | 26.0 | .567 | —   | .750 | 9.6  | .6  | .6  | .2  | 9.2  |
| 2024  | L.A. Clippers | 6  | 6  | 32.0 | .600 | —   | .650 | 9.3  | 1.0 | .8  | .5  | 16.2 |
| 2025  | L.A. Clippers | 7  | 7  | 36.6 | .659 | —   | .528 | 10.1 | 2.3 | .7  | 1.0 | 17.4 |
| Total | Total         | 52 | 41 | 23.8 | .597 | —   | .728 | 7.5  | .8  | .4  | .7  | 9.8  |

## Vida personal
Ivica, hijo de Mario Zubac, nació en Mostar y creció en Čitluk (Bosnia-Herzegovina) al este de la frontera de Croacia. Tiene ciudadanía croata.
Tiene un hermano llamado Ivan, y es primo del que fuera también jugador profesional, Zoran Planinić.
Durante la madrugada del 7 al 8 de julio de 2024 se vio envuelto, junto a su compañero de selección Dario Šarić, en una pelea en un bar de Atenas. El suceso se produjo tras la eliminación de su selección del torneo preolímpico celebrado en la capital griega.